# Grande Prémio Macario
O Grande Prémio Macario (em espanhol Gran Premio Macario) é uma prova ciclista de um dia amadora espanhola, que se disputa na cidade de Alcalá de Henares (Comunidade de Madrid) e seus arredores, no mês de março.
Criada em 2002 desde os seus inícios é puntuável para a Copa de Espanha.
Está organizado pelo Clube Ciclista Iplacea.

## Palmarés
| Ano  | Vencedor              | Segundo                   | Terceiro                  |
| ---- | --------------------- | ------------------------- | ------------------------- |
| 2002 | Javier Ramírez Abeja  | Pablo de Pedro            | Aitor Pérez Arrieta       |
| 2003 | Luis Pérez            | Jesús del Nero            | Mikel Gaztañaga           |
| 2004 | Lucas Sebastián Haedo | José Joaquín Rojas        | Jesús del Nero            |
| 2005 | Pedro Luis Castillo   | Eloy Teruel               | Eladio Sánchez            |
| 2006 | Isaac Escoa           | Ivan Alberdi              | Jorge Pérez               |
| 2007 | Francisco Torrella    | Óscar Pujol               | David Gutiérrez Gutiérrez |
| 2008 | David Vitoria         | Ángel Madrazo             | Luis Olmo                 |
| 2009 | Egoitz García         | Francisco Javier Martínez | Gonzalo Zambrano          |
| 2010 | Eduard Prades         | Enrique Sanz              | Raúl Alarcón              |
| 2011 | Evgeny Shalunov       | Artur Yershov             | Sergei Belykh             |
| 2012 | Juan Carlos Riutort   | Airán Fernández           | Mike Terpstra             |
| 2013 | Fernando Grijalba     | Ibai Salas                | Sebastián Mora            |
| 2014 | Juan Ignacio Pérez    | Alain González            | Artem Samolenkov          |
| 2015 | Vadim Zhuravlev       | Héctor Sáez               | Artem Samolenkov          |
| 2016 | Jon Irisarri          | Antonio Angulo            | Marcos Jurado             |
| 2017 | Francisco García Rus  | Gonzalo Serrano           | Juan López-Cózar          |
| 2018 | Xavier Cañellas       | José Daniel Velho         | Dzmitry Zhyhunou          |

## Palmarés por países
| País      | Vitórias |
| --------- | -------- |
| Espanha   | 13       |
| Rússia    | 2        |
| Suíça     | 1        |
| Argentina | 1        |